# وینزبرگ، شهرستان هولمز، اوهایو
واینزبرگ، شهرستان هولمز (به انگلیسی: Winesburg) یک منطقهٔ مسکونی در ایالات متحده آمریکا است که در اوهایو واقع شده‌است. واینزبرگ، شهرستان هولمز ۱٫۶۳ کیلومتر مربع مساحت و ۳۵۲ نفر جمعیت دارد و ۳۹۹٫۹ متر بالاتر از سطح دریا واقع شده‌است.